# Équipe du Paraguay olympique de football
Maillots
L'équipe du Paraguay olympique de football   représente le Paraguay dans les compétitions de football espoirs comme les Jeux olympiques d'été, où sont conviés les joueurs de moins de 23 ans.

## Palmarès
- Jeux Olympiques
  -  Médaille d'argent en 2004

- Championnat de la CONMEBOL de football des moins de 23 ans
  -   Vainqueur en 1992 et 2024
  -  2e en 2004

## Parcours lors des Jeux olympiques
Depuis les Jeux olympiques d'été de 1992, le tournoi est joué par des joueurs de moins de 23 ans .
| Football aux Jeux olympiques | Football aux Jeux olympiques | Football aux Jeux olympiques | Football aux Jeux olympiques | Football aux Jeux olympiques | Football aux Jeux olympiques | Football aux Jeux olympiques | Football aux Jeux olympiques | Football aux Jeux olympiques |
| Année                        | Tour                         | Classement                   | J                            | G                            | N                            | P                            | Bp                           | Bc                           |
| ---------------------------- | ---------------------------- | ---------------------------- | ---------------------------- | ---------------------------- | ---------------------------- | ---------------------------- | ---------------------------- | ---------------------------- |
| 1896                         | Pas de Tournoi               | -                            | -                            | -                            | -                            | -                            | -                            | -                            |
| 1900                         | Non participant              | -                            | -                            | -                            | -                            | -                            | -                            | -                            |
| 1904                         | Non participant              | -                            | -                            | -                            | -                            | -                            | -                            | -                            |
| 1908                         | Non participant              | -                            | -                            | -                            | -                            | -                            | -                            | -                            |
| 1912                         | Non participant              | -                            | -                            | -                            | -                            | -                            | -                            | -                            |
| 1920                         | Non participant              | -                            | -                            | -                            | -                            | -                            | -                            | -                            |
| 1924                         | Non participant              | -                            | -                            | -                            | -                            | -                            | -                            | -                            |
| 1928                         | Non participant              | -                            | -                            | -                            | -                            | -                            | -                            | -                            |
| 1932                         | Pas de Tournoi               | -                            | -                            | -                            | -                            | -                            | -                            | -                            |
| 1936                         | Non participant              | -                            | -                            | -                            | -                            | -                            | -                            | -                            |
| 1948                         | Non participant              | -                            | -                            | -                            | -                            | -                            | -                            | -                            |
| 1952                         | Non participant              | -                            | -                            | -                            | -                            | -                            | -                            | -                            |
| 1956                         | Non participant              | -                            | -                            | -                            | -                            | -                            | -                            | -                            |
| 1960                         | Non qualifiée                | -                            | -                            | -                            | -                            | -                            | -                            | -                            |
| 1964                         | Non qualifiée                | -                            | -                            | -                            | -                            | -                            | -                            | -                            |
| 1968                         | Non qualifiée                | -                            | -                            | -                            | -                            | -                            | -                            | -                            |
| 1972                         | Non qualifiée                | -                            | -                            | -                            | -                            | -                            | -                            | -                            |
| 1976                         | Non qualifiée                | -                            | -                            | -                            | -                            | -                            | -                            | -                            |
| 1980                         | Non qualifiée                | -                            | -                            | -                            | -                            | -                            | -                            | -                            |
| 1984                         | Non qualifiée                | -                            | -                            | -                            | -                            | -                            | -                            | -                            |
| 1988                         | Non qualifiée                | -                            | -                            | -                            | -                            | -                            | -                            | -                            |
| 1992                         | Quart de finale              | -                            | 4                            | 1                            | 2                            | 1                            | 5                            | 5                            |
| 1996                         | Non qualifiée                | -                            | -                            | -                            | -                            | -                            | -                            | -                            |
| 2000                         | Non qualifiée                | -                            | -                            | -                            | -                            | -                            | -                            | -                            |
| 2004                         | Finaliste                    | 2                            | 6                            | 4                            | 0                            | 2                            | 12                           | 9                            |
| 2008                         | Non qualifiée                | -                            | -                            | -                            | -                            | -                            | -                            | -                            |
| 2012                         | Non qualifiée                | -                            | -                            | -                            | -                            | -                            | -                            | -                            |
| 2016                         | Non qualifiée                | -                            | -                            | -                            | -                            | -                            | -                            | -                            |
| 2021                         | Non qualifiée                | -                            | -                            | -                            | -                            | -                            | -                            | -                            |
| 2024                         | 1/4 de finale                | -                            | 4                            | 2                            | 1                            | 1                            | 6                            | 8                            |
| 2028                         | À venir                      | -                            | -                            | -                            | -                            | -                            | -                            | -                            |
| 2032                         | À venir                      | -                            | -                            | -                            | -                            | -                            | -                            | -                            |
| Total                        | 3/27                         | 1 médaille                   | 14                           | 7                            | 3                            | 4                            | 23                           | 22                           |

## Effectif actuel
Liste des joueurs convoqués par Carlos Jara Saguier pour disputer le tournoi pré-olympique de la CONMEBOL 2024 du 20 janvier au 11 février 2024.
Nombre de sélections et de buts au 11 février 2024.
| N°         | Nom                 | Date de Naissance         | Sélections (buts) | Club                    |
| ---------- | ------------------- | ------------------------- | ----------------- | ----------------------- |
| Gardiens   |                     |                           |                   |                         |
| 1          | Angel González (en) | 4 février 2003 (21 ans)   | 7 (0)             | Libertad                |
| 12         | Rodrigo Frutos      | 6 janvier 2003 (21 ans)   | 2 (0)             | Olimpia                 |
| 23         | Javier Talavera     | 7 août 2003 (21 ans)      | 1 (0)             | Cerro Porteño           |
| Défenseurs |                     |                           |                   |                         |
| 2          | Alan Núñez          | 1er octobre 2004 (19 ans) | 8 (1)             | Cerro Porteño           |
| 3          | Ronaldo De Jesús    | 21 avril 2001 (22 ans)    | 10 (1)            | Cerro Porteño           |
| 4          | Gastón Benítez      | 21 mai 2002 (21 ans)      | 3 (0)             | Sol de América          |
| 5          | Gilberto Flores     | 1er avril 2003 (20 ans)   | 8 (0)             | Sportivo Trinidense     |
| 13         | Alexis Cantero      | 5 février 2003 (21 ans)   | 7 (0)             | Guaraní                 |
| 14         | Fernando Román (en) | 23 février 2001 (23 ans)  | 7 (0)             | Guaraní                 |
| 18         | Leonardo Rivas      | 6 décembre 2001 (22 ans)  | 8 (0)             | Nacional                |
| Milieux    |                     |                           |                   |                         |
| 6          | Marcos Gómez (es)   | 10 novembre 2001 (22 ans) | 5 (0)             | Olimpia                 |
| 7          | Fernando Cardozo    | 8 février 2001 (23 ans)   | 9 (0)             | Olimpia                 |
| 8          | Diego Gómez         | 27 mars 2003 (21 ans)     | 9 (6)             | Inter Miami             |
| 10         | Wílder Viera        | 4 mars 2002 (21 ans)      | 8 (0)             | Cerro Porteño           |
| 15         | Fabrizio Peralta    | 2 août 2002 (21 ans)      | 9 (2)             | Cerro Porteño           |
| 16         | Juan Cardozo        | 24 février 2004 (19 ans)  | 5 (0)             | Argentinos Juniors      |
| 21         | Rubén Lezcano       | 9 février 2004 (20 ans)   | 2 (0)             | Libertad                |
| Attaquants |                     |                           |                   |                         |
| 9          | Kevin Parzajuk      | 9 septembre 2002 (21 ans) | 6 (0)             | Olimpia                 |
| 11         | Enso González       | 20 janvier 2005 (19 ans)  | 9 (1)             | Wolverhampton Wanderers |
| 17         | Iván Leguizamón     | 3 juillet 2022 (22 ans)   | 8 (1)             | San Lorenzo             |
| 19         | Marcelo Pérez       | 23 mars 2001 (22 ans)     | 9 (2)             | Huracán                 |
| 20         | Marcelo Fernandez   | 25 octobre 2001 (22 ans)  | 9 (3)             | Libertad                |
| 23         | Tiago Caballero     | 27 mai 2005 (18 ans)      | 4 (0)             | Nacional                |